# Cykl przemocy
Cykl przemocy – doświadczanie cyklicznych objawów zespołu stresu pourazowego u osób, które przeżyły traumatyczne wydarzenia lub doświadczyły przemocy. Objawami tymi mogą być:
- koszmary senne;
- poczucie grozy;
- paraliż psychiczny;
- bezsenność;
- stronienie od wspomnień i unikanie;
- hiperpobudzenie.

## Fazy cyklu przemocy
- budowanie napięcia;
- faza przemocy;
- faza pojednania.

Ofiara długotrwałej przemocy przechodzi cztery fazy:
- zaprzeczenie i niedowierzanie;
- świadomość uzależnienia od agresora;
- głęboka depresja i stres przebywania w niewoli;
- wewnętrzna integracja jednostki i przyjęcie określonego stylu życia.

## Zjawisko wiktymizacji
Wiktymizacja – proces stawania się ofiarą, traktowania siebie jako ofiary.
Etapy wiktymizacji:
- zaburzenie obrazu siebie;
- poziom zranienia wtórnego;
- poziom wiktymizacji, wcielenie się w rolę ofiary.